# Équipes de traînières au Pays basque

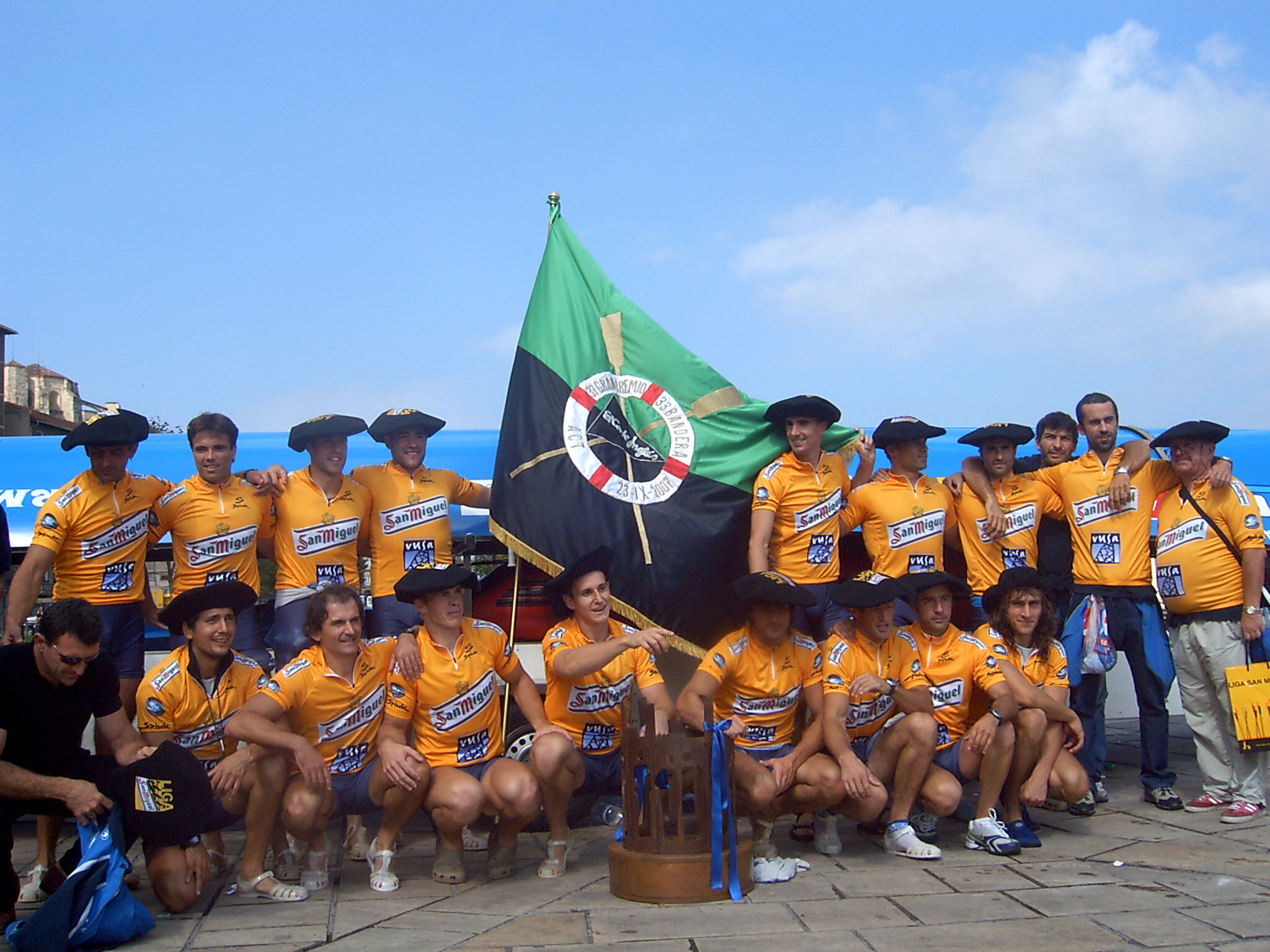
Équipe de Urdaibai gagnante de la coupe de San Miguel en 2007 à Portugalete.

Le équipes de traînières au Pays basque (Euskal Herriko arraun taldeak en basque) participent aux estropadak, nom donné aux régates de traînières au Pays basque dans la ligue de San Miguel ou la ligue TKE (Traineru Kluben Elkarteak).
Liste des équipes dans chaque province :

## Alava
- Legutianoko Arraun Elkartea (Legutio)

## Biscaye
- Ibai-Ezkerraldea:

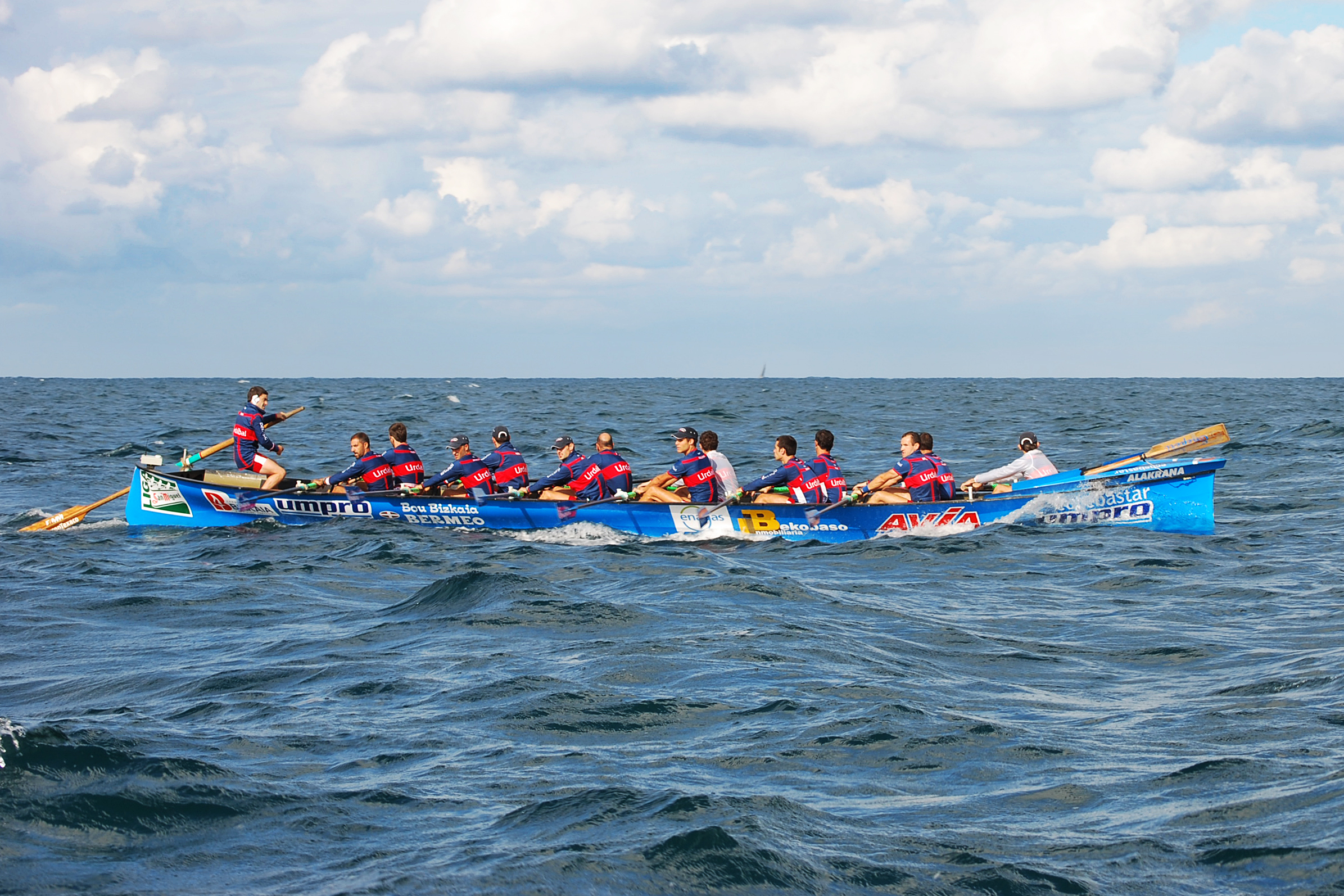
Traînière Bou Bizkaia du Club d'aviron Urdaibai.

  - Zierbena Arraun Elkartea (Zierbena)
  - Itsasoko Ama Arraun Elkartea (Santurtzi)
  - San Nikolas Arraun Taldea (Portugalete)
  - Iberia Arraun Elkartea (Sestao)
  - Kaiku Arraunaren Kirol Elkartea (Sestao)
- Bilbao:
  - Deustu Arraun Taldea (Deustu, Bilbao)
  - Bilboko Arraun Taldea (Deustu, Bilbao)
- Ibai-Eskuinaldea:
  - Aitz Burua Arraun Elkartea (Erandio)
  - Raspas del Embarcadero (Areeta, Getxo)
  - Getxo Arraun Elkartea (ex Algorta Arraun Taldea)
- Uribe-Kosta :
  - Arkote Arraun Taldea (Plentzia)
- Urdaibai:
  - Bateratze Elantxobe (Elantxobe)
  - Bermeoko Arraun Elkartea (Bermeo)
  - Elantxobe Arraun Elkartea (Elantxobe)
  - Mundakako Arraun Taldea (Mundaka)
  - Urdaibai Arraun Elkartea (Bermeo)
- Lea-Artibai:
  - Isuntza Arraun Elkartea (Lekeitio)
  - Ondarroa Arraun Elkartea (Ondarroa)

## Guipuscoa
- Debabarrena: 
  - Mutriku Arraun Taldea (Mutriku)
  - Deba Arraun Taldea (Deba)
- Urola Kosta:

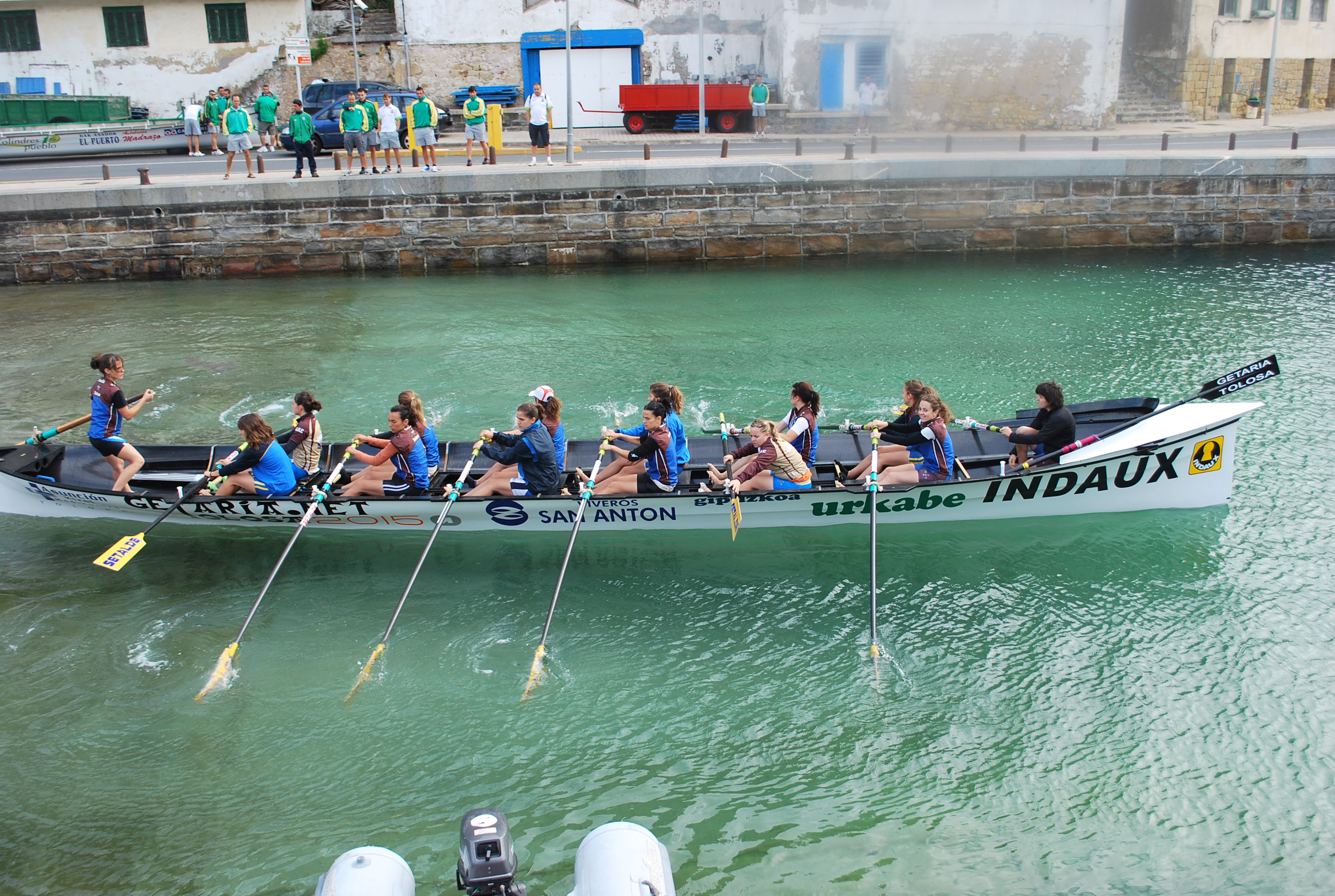
Équipage féminin à Getaria

  - Getariako Arraun Elkartea (Getaria)
  - Zarauzko Arraun Elkartea (Zarautz)
  - Orio Arraun Elkartea (Orio)
  - Itsaso Arraun Elkartea (Orio)
  - Aita Mari Arraun Elkartea (Zumaia)
- Donostialdea:
  - Donostiarra (CDR Kaiarriba) (Donostia)
  - Sociedad Deportiva Loiolatarra (Donostia)
  - Ur Kirolak (Donostia)
  - Donostia Arraun Lagunak (Donostia)
  - Fortuna Kirol Elkartea (Donostia)
  - Hernani Arraun Elkartea (Hernani)
  - Michelin Kirol Kultur Elkartea (Lasarte-Oria)
- Oarsoaldea:
  - Hibaika Arraun Elkartea (Errenteria)
  - Donibaneko Arraunlariak (Pasai Donibane, Pasaia)
  - Pasai Donibane Koxtape Arraun Elkartea (Pasai Donibane, Pasaia)
  - Yola Kirol Elkartea (Pasai Donibane, Pasaia)
  - Itsaspe Arraun Elkartea (Pasai Donibane, Pasaia)
  - Sanpedrotarrak Arraun Elkartea (Pasai San Pedro, Pasaia)
  - Ilunbe Kirol Elkartea (Trintxerpe, Pasaia)
- Bidasoaldea:
  - Hondarribia Arraun Taldea (Hondarribia)
  - Santiagotarrak Kirol Elkartea (Irun)

## Labourd

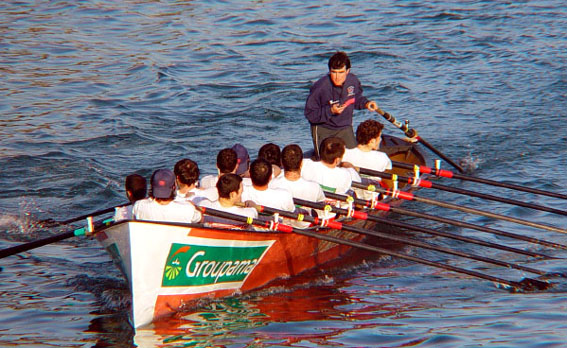
Traînière du club Ur-Joko (Saint-Jean-de-Luz

- - Endaika (Hendaye)
  - Ur Yoko (Saint-Jean-de-Luz)
  - Ibaialde (Anglet)

## Communauté forale de Navarre
- - Lodosa Arraun Elkartea (Lodosa)
  - Nafarroako Klub Nautikoa (Pampelune/Iruña)

## Autre
- Ipar Haizea Kirol Elkartea